# Bernd Lorenz (Tischtennisspieler)
Bernd Lorenz (* um 1944) ist ein deutscher Tischtennisspieler. Er nahm an der Europameisterschaft 1962 teil.

## Werdegang
Bernd Lorenz begann seine Tischtenniskarriere beim Verein MTV Wolfenbüttel, zu dem er nach einem Zwischenspiel Anfang der 1960er Jahre beim MTV Salzgitter 1963 wieder zurückkehrte. Mitte der 1970er Jahre spielte er bei VTTC Concordia Braunschweig, ab 1975 wieder in Wolfenbüttel. 
Ende 1960 gelangen ihm zwei Siege beim Kampf der Jugendnationalmannschaft gegen Österreich. 1961 wurde er Deutscher Jugendmeister im Einzel und im Doppel mit Peter Lieb. Bei den Erwachsenen trat er in den 1960er Jahren mehrfach bei deutschen Meisterschaften an, wo er 1985 im Mixed zusammen mit Rosemarie Preininger das Endspiel erreichte.
Höhepunkt war seine Teilnahme an der Europameisterschaft 1962. Mit Ernst Gomolla erreichte er hier das Viertelfinale. Hier verpasste man unglücklich und umstritten den Einzug ins Halbfinale: In der Begegnung gegen die Jugoslawen Vojislav Marković/Janez Teran kam es zu einem Eklat. Im entscheidenden fünften Satz führten Lorenz/Gomolla 21:20. Im letzten Augenblick vor dem Aufschlag der Jugoslawen korrigierten sie die falsche Aufstellung und holten den Punkt. Die Jugoslawen forderten eine Wiederholung des Aufschlages, da sie sich durch den Stellungswechsel gestört fühlten. Der Oberschiedsrichter entschied auf Sieg für Deutschland. Daraufhin legten die Jugoslawen Protest ein. Eine Jury überstimmte diese Entscheidung und ließ den Aufschlag wiederholen. Die Jugoslawen nutzten diese Chance und gewannen diese Partie und später den Titel im Doppel.